# Aldo Montano (1910)
Aldo Montano (Livorno, 23 novembre 1910 – Livorno, 2 settembre 1996) è stato uno schermidore italiano, specializzato nella sciabola. Ha vinto due medaglie d'argento nella scherma ai Giochi olimpici.

## Biografia
Nato da una famiglia di origine genovese, è il capostipite della famiglia di schermidori dei Montano, padre di Mario Aldo Montano, zio di Carlo Montano, Mario Tullio Montano e di Tommaso Montano e nonno di Aldo Montano. Sciabolatore di talento, cresciuto presso il Circolo Scherma Fides di Livorno, Aldo Montano appartenne al gruppo di atleti formati dal maestro Nedo Nadi.
I suoi successi più importanti sono stati due argenti nella sciabola a squadre alle Olimpiadi di Berlino del 1936 e in quelle di Londra del 1948, e 5 ori e 3 argenti ai Campionati del Mondo di Piestiany, Lisbona, Montecarlo, Varsavia, Losanna e Parigi.
È morto nel 1996 all'età di 85 anni.

## Palmarès
In carriera ha ottenuto i seguenti risultati:

### Giochi olimpici
Individuale
A squadre
- Argento nella sciabola a Berlino 1936
- Argento nella sciabola a Londra 1948

### Mondiali
Individuale
- Oro nella sciabola a Piešťany 1938
- Oro nella sciabola a Lisbona 1947

A squadre
- Oro nella sciabola a Piešťany 1938
- Oro nella sciabola a Lisbona 1947
- Oro nella sciabola a Montecarlo 1950
- Argento nella sciabola a Varsavia 1934
- Argento nella sciabola a Losanna 1935
- Argento nella sciabola a Parigi 1937

### Campionati italiani
Individuale
- Oro nella sciabola nel 1935
- Oro nella sciabola nel 1942

A squadre